# WM-16 Budapest
WM-16 Budapest – węgierski samolot rozpoznawczy i lekki bombowiec używany przez lotnictwo węgierskie w latach 30. XX wieku.

## Historia
WM-16 został zaprojektowany przez zespół konstruktorów wytwórni Weiss Manfréd, pod kierownictwem inżynierów Miklosza Hoffa i Andora Halasza, jako rozwinięcie konstrukcji samolotu Fokker C.V, produkowanego w zakładach Weissa na licencji i używanego na Węgrzech jako samolot rozpoznawczy. Konstrukcja kadłuba i skrzydeł była identyczna z poprzednikiem, zmodyfikowano jedynie podwozie i zastosowano mocniejszy silnik. Prototyp wersji rozpoznawczej, oznaczonej Budapest 9, został oblatany w 1933 roku. Zbudowano łącznie 9 egzemplarzy tej wersji.
W 1934 roku rozpoczęto opracowywanie odmiany samolotu WM-16 z nowym silnikiem, mogącej służyć jako lekki bombowiec. Nazwano ją Budapest 14 i również zbudowano 9 sztuk. Od 1938 roku zakłady Weiss Manfred produkowały nowocześniejszy samolot WM-21 Sólyom, będący dalszym rozwinięciem tej konstrukcji.
Samoloty rozpoznawcze weszły na wyposażenie dwóch dywizjonów rozpoznania taktycznego lotnictwa węgierskiego w 1935 roku. Pomimo przestarzałej konstrukcji pozostały w linii do końca 1939 roku, biorąc udział w konflikcie ze Słowacją. Wersja bombowa była używana w 2/4. Dywizjonie Lekkich Bombowców Czerwone Diabły do 1940 roku, później również została przesunięta do zadań pomocniczych. Ostatnie WM-16 zostały wycofane z użycia przed końcem 1942 roku.
Był to dwupłatowy, dwumiejscowy samolot rozpoznawczy konstrukcji mieszanej, ze stały
m podwoziem i otwartymi kabinami. Zależnie od wersji, napędzany był silnikiem Gnôme-Rhône K-9 (Budapest 9) o mocy 550 KM lub WM K-14 (Budapest 14) o mocy 860 KM. Ten ostatni był produkowaną w zakładach Weiss Manfred, licencyjną wersją silnika Gnôme-Rhône K-14. Uzbrojenie składało się z dwóch stałych i jednego ruchomego karabinów maszynowych kal. 8 mm, oraz, w samolocie Budapest 14, do 300 kg bomb na zaczepach pod skrzydłami.